# Lifestreaming
Pour les articles homonymes, voir Lifestream.
Le lifestreaming est l'acte de documenter et de partager des aspects de ses expériences sociales quotidiennes en ligne, par le biais d'un site web qui rassemble les choses que la personne choisit de publier (photos, tweets, vidéos) et sont présentées dans l'ordre chronologique inverse. Le terme est inventé  par Justin Kan fondateur de Twitch.